# Marie Adrien Lavieille
Marie Adrien Lavieille (n. 22 noiembrie 1852, Paris, Franța – d. 13 martie 1911, Paris, Franța), născută Marie Petit, a fost o pictoriță franceză. A fost elevă a tatălui ei, Jean-Jacques Petit, și a lui Joseph Blanc.
Ea a pictat un autoportret remarcabil în 1870, când avea 18 ani și a expus pentru prima dată în 1876, apoi în mod regulat la Salon, care a devenit Salon des Artistes Français⁠(d) în 1881, iar între 1886 și 1906 la  expoziții de artă ale Uniunii Femeilor Pictorițe și Sculptorițe.

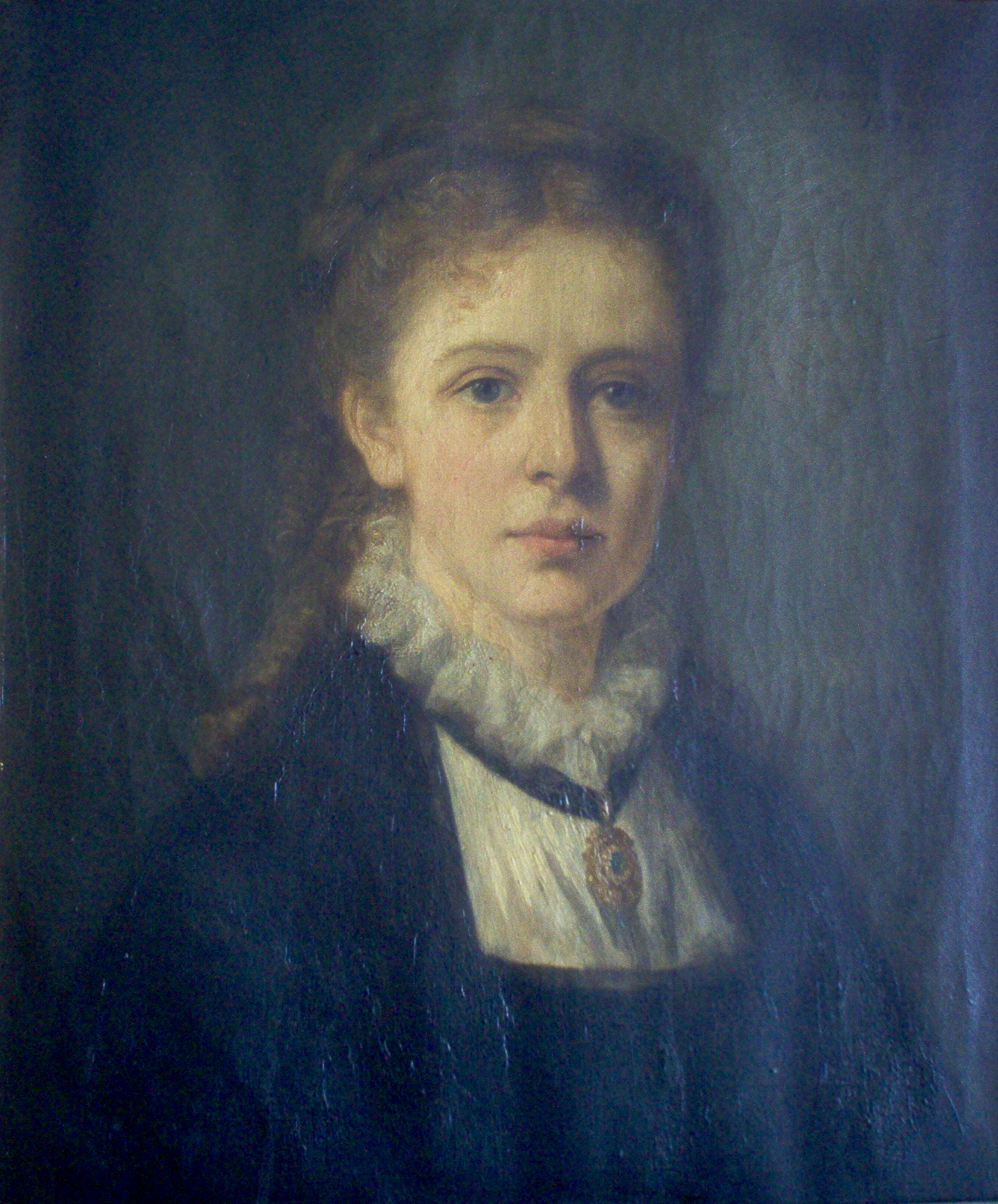
Autoportret, 1870.</br> Pictură în ulei (colecție privată).

Marie Adrien Lavieille a fost o pictoriță cu un dar deosebit pentru portrete și naturi statice. Cu toate acestea, opera ei este foarte diversificată și reflectă multe dintre temele societății timpului ei. Subiectele ei portretistice i-au inclus pe tatăl ei, Jean-Jacques Petit, pe pictorul Adrien Lavieille⁠(d), cu care s-a căsătorit în 1878, și pe fiica ei, Andrée Lavieille, care a devenit și ea pictoriță. Pe lângă naturi statice, ea a realizat interioare, unele peisaje, scene din viața cotidiană, în special cu copiii : L'anniversaire, Sortie de classe, Maternité, Prière pour l'absent...
Din 1879, Marie Adrien Lavieille a predat desen în școlile din Paris.